# Jugendhilfeplanung
Jugendhilfeplanung ist ein Teilaspekt der Sozialplanung und thematisiert den Versuch einer (perspektivisch) bedarfsgerecht abgestimmten Versorgung eines definierten Sozialraums (z. B. einer Kommune) mit Leistungen der Jugendhilfe (z. B. Kindertageseinrichtungen, erzieherische Hilfen, Angebote der Jugendsozialarbeit, der offenen und verbindlichen Jugendarbeit etc.) auf der Basis einer empirisch gestützten, zukunftsorientierten Planung.

## Definition und Ziele der Jugendhilfeplanung
Jugendhilfeplanung wird beschrieben „als ein Instrument zur systematischen, innovativen und damit zukunftsgerichteten Gestaltung und Entwicklung der Handlungsfelder der Jugendhilfe mit dem Ziel, positive Lebensbedingungen für junge Menschen und ihre Familien zu erhalten oder zur schaffen (§ 1 KJHG) und ein qualitativ und quantitativ bedarfsgerechtes Jugendhilfeangebot rechtzeitig und ausreichend bereitzustellen (§ 19 KJHG). Als Fachplanung geht es bei der Jugendhilfeplanung um die Entwicklung von Strategien zur Lösung der komplexen Aufgaben der Jugendhilfe“ (Jordan/Schone 1992 S. 19).
Jugendhilfeplanung ist damit das zentrale Steuerungsinstrument der Kinder- und Jugendhilfe.
Dabei gilt es sowohl gesellschaftliche Entwicklungen zu berücksichtigen, die das Leben der Kinder und Jugendlichen sowie deren Familien bedingen, als auch die fachliche Qualität und den dafür notwendigen Standard in den Diensten, Maßnahmen und Angeboten der kommunalen Jugendhilfe stetig weiterzuentwickeln.

## Begriff und Geschichte
Bis in die 1960er Jahre hinein war die Jugendhilfe weitgehend durch Planungsabstinenz gekennzeichnet.
„Mit dem Begriff der Planung wurden in diesem Bereich insbesondere die Vorstellung von Kontrolle, Einengung der sozialen Arbeit sowie Verlust von Spontanität, Kreativität und Handlungsspielräumen verbunden. Diese Widerstände resultieren wesentlich aus einem gesellschaftspolitischen Denken, das - ausgehend von Werten wie Pluralismus, Subsidiarität, Personennähe, weltanschauliche Bindung – öffentliche Planung im sozialen Sektor mit staatlicher Reglementierung und Unfreiheit gleichsetzte“
Erst mit dem sozialpolitischen Reformoptimismus der sozialliberalen Regierungskoalition setzte eine erste Welle von Ansätzen der Sozialplanung ein, die allerdings zunehmend durch sozialtechnokratische Tendenzen überlagert wurde und in den 1980er Jahren wiederum zu einer Planungsskepsis führte (vgl. Merchel 1994, S. 12).

## § 80 Jugendhilfeplanung
Sozialgesetzbuch (SGB) - Achtes Buch (VIII) - Kinder- und Jugendhilfe - (Artikel 1 des Gesetzes v. 26. Juni 1990, BGBl. I S. 1163)
§ 80 Jugendhilfeplanung
(1) Die Träger der öffentlichen Jugendhilfe haben im Rahmen ihrer Planungsverantwortung
1. den Bestand an Einrichtungen und Diensten festzustellen,
2. den Bedarf unter Berücksichtigung der Wünsche, Bedürfnisse und Interessen der jungen Menschen und der Personensorgeberechtigten für einen mittelfristigen Zeitraum zu ermitteln und
3. die zur Befriedigung des Bedarfs notwendigen Vorhaben rechtzeitig und ausreichend zu planen; dabei ist Vorsorge zu treffen, dass auch ein unvorhergesehener Bedarf befriedigt werden kann.
(2) Einrichtungen und Dienste sollen so geplant werden, dass insbesondere
1. Kontakte in der Familie und im sozialen Umfeld erhalten und gepflegt werden können,
2. ein möglichst wirksames, vielfältiges und aufeinander abgestimmtes Angebot von Jugendhilfeleistungen gewährleistet ist,
3. junge Menschen und Familien in gefährdeten Lebens- und Wohnbereichen besonders gefördert werden,
4. Mütter und Väter Aufgaben in der Familie und Erwerbstätigkeit besser miteinander vereinbaren können.
(3) Die Träger der öffentlichen Jugendhilfe haben die anerkannten Träger der freien Jugendhilfe in allen Phasen ihrer Planung frühzeitig zu beteiligen. Zu diesem Zwecke sind sie vom Jugendhilfeausschuss, soweit sie überörtlich tätig sind, im Rahmen der Jugendhilfeplanung des überörtlichen Trägers vom Landesjugendhilfeausschuss zu hören. Das Nähere regelt das Landesrecht.
(4) Die Träger der öffentlichen Jugendhilfe sollen darauf hinwirken, dass die Jugendhilfeplanung und andere örtliche und überörtliche Planungen aufeinander abgestimmt werden und die Planungen insgesamt den Bedürfnissen und Interessen der jungen Menschen und ihrer Familien Rechnung tragen.

## Planungsansätze
1. Bereichsorientierte Planung strukturiert den Prozess aus der Perspektive der verschiedenen Handlungsfelder der Jugendhilfe. "In jedem dieser Arbeitsfelder wird nach dem Bestand gefragt, eine Bewertung des Bestandes im Hinblick auf die Angemessenheit des Angebots vorgenommen, und es werden Maßnahmen zur Erweiterung und qualitativen Veränderung des Angebots in dem entsprechenden Bereich vorgeschlagen " (ebd., S. 75 f.). Bereichsorientierte Planung basiert auf der Annahme, dass sich die Jugendhilfe insgesamt im Sinne eines Baukastenprinzips über die einzelnen Arbeitsfelder rekonstruieren und planerisch weiterentwickeln lässt.[4]
2. Sozialraumorientierte Planung geht von der Gesamtheit eines abgegrenzten Sozialraums (z. B. Stadtteil, Wohnsiedlung) als Planungseinheit aus. "Methodisch wird hier (...) von einer 'sozialräumlichen Analyse' ausgegangen, um dadurch in differenzierter und regionalisierter Form Informationen über Lebenslagen, Sozialisationsbedürfnisse, Handlungspotentiale und Defizitlagen von Kindern, Jugendlichen und ihren Familien zu erhalten. Ausgehend von der Hypothese, dass sich in einem Planungsraum eher unterschiedliche Konzentrationen von Problemlagen finden lassen, soll zum einen eine sozialräumliche Prioritätensetzung und Ressourcenkonzentration ermöglicht, zum anderen aber auch eine höhere Adressatennähe erreicht werden" (Jordan/Schone 1992, S. 45).
3. Ein zielorientiertes Planungsverfahren leitet die inhaltlichen Ansprüche an eine angemessene Jugendhilfe aus einem übergeordneten Zielsystem sozialpädagogischer Interventionen ab. "Planung vollzieht sich in einer möglichst logischen und nachvollziehbaren Ableitung (Deduktion) einzelner Anforderungen an die Jugendhilfe aus den als zentral definierten Zielen sowie in einem Diskurs über die Frage, welche Angebote in qualitativer und quantitativer Hinsicht Jugendhilfe schaffen muss, damit die jeweiligen Ziele erreicht werden können. Im Rahmen eines solchen deduktiven Denkmodells wird der Versuch unternommen, aus allgemeinen Normen über verschiedene Schritte der Ableitung Grobziele und Feinziele zu entwickeln, um dadurch Grundlagen zur Bewertung und zur weiteren Gestaltung des örtlichen Jugendhilfe-Angebots zu erhalten" (Merchel 1994, S. 78).
4. Ein zielgruppenorientiertes Vorgehen konzentriert die Bemühungen der Planung auf bestimmte Adressatengruppen, "die sich aufgrund eines oder mehrere Merkmale in ihrer besonderen Lebenssituation von anderen Bevölkerungsgruppen, unterscheiden. Solche Merkmale können das Geschlecht, die Nationalität, die soziale Schichtzugehörigkeit, die Zugehörigkeit zu einer bestimmten Altersgruppe, bestimmte soziale Auffälligkeiten (z. B. Drogenkonsum) u. a. m. sein" (ebd., S. 80).

### (c) Techniken und Verfahren
Die angedeutete Palette an konzeptionellen Orientierungen in der Jugendhilfeplanung macht deutlich, dass je nach gewähltem Ansatz ganz unterschiedliche Instrumente benötigt werden, um den Planungsprozess sach- und fachgerecht zu gestalten. In jedem Fall aber ist zu konstatieren, dass die Güte und Qualität der Datenbasis, der vorhandenen, erhobenen und analysierten Informationen nicht nur die Basis planerischen Handelns darstellen, sondern zugleich auch die Angemessenheit der Planungsergebnisse bestimmen.